# Machina eX
machina eX ist ein Game-Theater-Kollektiv in Berlin, das seit 2010 an der Schnittstelle von Theater und Computerspiel arbeitet. Es ist aus den kulturwissenschaftlichen Studiengängen der Universität Hildesheim hervorgegangen und entwickelt interaktive, spielbare Theaterstücke, in denen das Publikum selbst aktiv wird – etwa, indem es Rätsel löst, Entscheidungen trifft oder mit der Umgebung interagiert.  Mit seinem ersten Stück 15.000 Gray (2011) trug machina eX maßgeblich zur Etablierung von Live Escape Games in Deutschland bei, indem es diese Spielform als künstlerisches Experiment ins Theater brachte. Das Kollektiv hat seit seiner Gründung über 30 Live-Games und digitale Projekte im deutschsprachigen Raum sowie international realisiert. 

## Geschichte
Das Kollektiv gründete sich aus der Universität Hildesheim heraus, um inspiriert von Point-and-Click-Adventures interaktive Theaterabende zu entwerfen. 2011 machte machina eX erstmals auf sich aufmerksam mit dem Science-Fiction-Stück 15.000 Gray beim 100° Berlin Festival im Hebbel am Ufer (HAU), wo es den Jurypreis gewann. Die Produktion wurde unter anderem zum Impulse-Festival 2012, dem Körber-Studio Junge Regie und zum Zeitgeist-Festival des Goethe-Instituts in Washington D.C. eingeladen.
Von 2012 bis 2014 realisierte machina eX das Projekt Games on Stage am Forum Freies Theater (FFT) Düsseldorf, das durch den Fonds Doppelpass der Kulturstiftung des Bundes gefördert wurde. Das Kollektiv arbeitet zudem eng mit dem Theater Hebbel am Ufer (HAU) in Berlin zusammen. Seitdem entstanden zahlreiche weitere Produktionen, darunter Wir aber erwachen... (2012), Hedge Knights (2013), Toxik (2015), Homecoming (2020), Life Goes On (2022), Wenn der Regen kommt (2023) und Intranet (2024).
Seit 2020 erhielt das Kollektiv die Konzeptförderung der Berliner Senatsverwaltung für Kultur und Gesellschaftlichen Zusammenhalt. Life Goes On und Intranet wurde zudem in einer kostenlosen "At-Home"-Version zum Zu-Hause-Spielen veröffentlicht.
2025 entsteht in Zusammenarbeit mit dem Deutschen Nationaltheater Weimar im Rahmen der Themenwoche „Ressource Erinnerung“ die Produktion Drahtwolken. Das interaktive Stück richtet sich an Schulklassen ab 14 Jahren. Das Publikum untersucht auf einer Zeitreise ins 20. Jahrhundert die Geschichte von Zwangsarbeitenden im Nationalsozialismus, indem es Dokumente erkundet, Erinnerungsräumen zuhört und Vergangenheiten Stück für Stück zusammensetzt.

## Konzept
machina eX kombiniert digitale Technologien mit Stilmitteln des Theaters und entwickelt interaktive Erzählformate, bei denen das Publikum nicht nur zuschaut, sondern selbst Teil des Geschehens wird. In vielen Produktionen bewegen sich die Spielenden frei auf der Bühne, lösen Aufgaben, interagieren mit Requisiten oder Figuren und beeinflussen so den weiteren Verlauf des Stücks. Die Stücke sind oft wie Computerspiele aufgebaut und nutzen Smartphones, Tablets, Sensoren und andere DIY-Technik um Spielmechaniken anzuwenden und den Spielfortschritt zu verfolgen. 
Die Inszenierungen reichen von Live-Games in Theaterhäusern bis hin zu digitalen Formaten und Stadtraumspielen. Neben Theaterproduktionen entwickelt das Kollektiv Software und Open-Source-Tools für den Kultur- und Bildungsbereich. Im Projekt MACHINA COMMONS entstanden die Real-Life-Game-Engine adaptor:ex sowie die Lagerverwaltungs-Software dingsda 2mex. 

## Auszeichnungen
2019 erhielt das Kollektiv die Tabori Auszeichnung des Fonds Darstellende Künste.